# Noah Emmerich

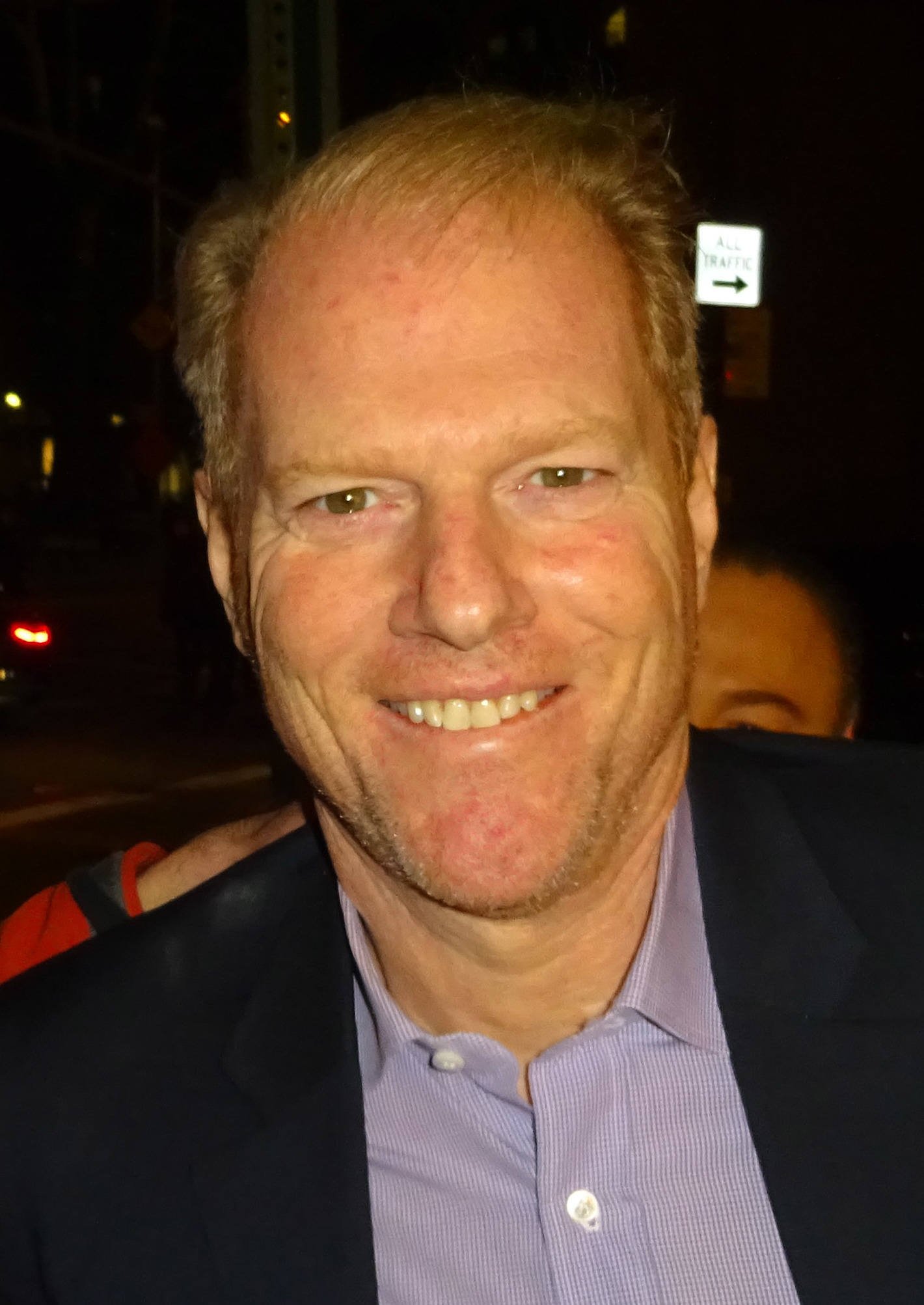
Noah Emmerich (2016)

Noah Nicholas Emmerich (* 27. Februar 1965 in New York City) ist ein US-amerikanischer Schauspieler und Regisseur.

## Leben
Noah Emmerich wurde 1965 als Sohn des jüdischen Kunstgaleristen André Emmerich (1924–2007) geboren. Die Familie seines Vaters war wegen des sich verstärkenden Antisemitismus 1931 von Frankfurt am Main nach Amsterdam und 1940 schließlich nach New York City emigriert. Die Familie der Mutter Constance Emmerich hatte rumänisch-ungarische Wurzeln. Er hat zwei ältere Brüder: Adam und Toby Emmerich. Die Familie ist nicht mit dem Regisseur Roland Emmerich verwandt.
Emmerich studierte an der Yale University. Während des Studiums war er Mitglied der A-cappella-Gruppe The Spizziwinks. Nach seinem Abschluss 1987 strebte er zunächst eine Karriere als Anwalt an. Während seiner ersten Kurse an der juristischen Fakultät beschloss er, die Ausbildung abzubrechen und Schauspieler zu werden. Über einen Freund, der eine Campus-Produktion des Musicals Anything Goes inszenierte, kam er an seine erste Rolle. Durch eine Theatertour mit Aaron Sorkins Stück A Few Good Men kam er schließlich nach Kalifornien, wo er ab 1993 auch vor der Kamera auftrat. Durch Nebenrollen in Filmen wie Last Action Hero, Beautiful Girls und Cop Land empfahl er sich für weitere Projekte. Einem größeren Publikum wurde er durch seine Rolle als Trumans „bester Freund“ Marlon in Die Truman Show bekannt. Seit seiner ungenannten Nebenrollen in Gavin O’Connors Tragikomödie Tumbleweeds hat Emmerich wiederholt mit dem Regisseur zusammengearbeitet, der ihn in Filmen wie Miracle – Das Wunder von Lake Placid, Das Gesetz der Ehre, Warrior oder Jane Got a Gun besetzte.
Um die Jahrtausendwende gründete Emmerich mit Sandbox Pictures ein Visual-Effects-Unternehmen, welches unter anderem bei Nachts im Museum oder Die Chroniken von Narnia: Der König von Narnia für die Tricktechnik verantwortlich zeichnete.
Neben seinen Rollen in Kinofilmen trat Emmerich auch in Fernsehserien wie White Collar, The Walking Dead oder Backwash auf. Von 2013 bis 2018 verkörperte er in 75 Episoden der Agentenserie The Americans den FBI-Agenten Stan Beeman.
Bei einigen Episoden der Serien The Americans und Billions übernahm Emmerich auch die Regie.
In erster Ehe war er von 1998 bis 2003 mit der Schauspielerin Melissa Fitzgerald verheiratet. Seit dem Jahr 2014 ist die Schauspielerin und Produzentin Mary Regency Boies seine Ehefrau.

## Filmografie (Auswahl)
Schauspieler
- 1993: Last Action Hero
- 1993: Kaltblütig geopfert (Precious Victims, Fernsehfilm)
- 1994: New York Cops – NYPD Blue (NYPD Blue, Fernsehserie, Episode 1x19)
- 1995: Melrose Place (Fernsehserie, Episode 3x23)
- 1995: Tod im Schlafzimmer (If Someone Had Known, Fernsehfilm)
- 1996: Beautiful Girls
- 1996: Einsatz in der Flammenhölle (Smoke Jumpers, Fernsehfilm)
- 1997: Cop Land
- 1998: Monument Ave. (Snitch)
- 1998: Die Truman Show (The Truman Show)
- 1999: Tumbleweeds
- 1999: Lebenslänglich (Life)
- 1999: Verrückt in Alabama (Crazy in Alabama)
- 2000: Love & Sex
- 2000: The West Wing – Im Zentrum der Macht (The West Wing, Fernsehserie, Episode 1x14)
- 2000: Frequency
- 2001: Julie Johnson
- 2002: Windtalkers
- 2003: Jenseits aller Grenzen (Beyond Borders)
- 2004: Miracle – Das Wunder von Lake Placid (The Miracle)
- 2004: Final Call – Wenn er auflegt, muss sie sterben (Cellular)
- 2005: Als das Morden begann (Sometimes in April, Fernsehfilm)
- 2005: Law & Order: Special Victims Unit (Fernsehserie, Episode 7x04)
- 2006: Little Children
- 2008: Das Gesetz der Ehre (Pride and Glory)
- 2008: Monk (Fernsehserie, Episode 7x14)
- 2009–2010: White Collar (Fernsehserie, 4 Episoden)
- 2010: Sympathy for Delicious
- 2010: Trust
- 2010: The Walking Dead (Fernsehserie, Episoden 1x05–1x06)
- 2010: Fair Game – Nichts ist gefährlicher als die Wahrheit (Fair Game)
- 2011: Super 8
- 2011: Warrior
- 2010–2011: Backwash (Fernsehserie, 4 Episoden)
- 2011: Metro (Fernsehfilm)
- 2012: The Fitzgerald Family Christmas
- 2013–2018: The Americans (Fernsehserie, 75 Episoden)
- 2013: Blood Ties
- 2015: Master of None (Fernsehserie, Episode 1x05)
- 2015: Jane Got a Gun
- 2016: Billions (Fernsehserie, Episode 1x04)
- 2017: The Wilde Wedding
- 2019: The Hot Zone (Miniserie, 6 Episoden)
- 2019: The Investigation: A Search for the Truth in Ten Acts
- 2019: The Spy (Fernsehserie, 6 Episoden)
- 2020: Space Force (Fernsehserie, 4 Episoden)
- 2021: The Walking Dead: World Beyond (Fernsehserie, Episode 2x10)
- 2022: Suspicion (Fernsehserie)
- 2022: The Good Nurse
- 2024: The Big Cigar (Miniserie)

Regisseur
- 2015–2017: The Americans (Fernsehserie, 3 Episoden)
- 2017–2018: Billions (Fernsehserie, 2 Episoden)

## Theater (Auswahl)
- 1987: Anything Goes
- 1992: A Few Good Men (Tour)
- 2008: Fault Lines (Cherry Lane Theatre, New York City)
- 2015: The Qualms (Playwrights Horizons, New York City)